# Municipio de Douglass (condado de Berks)
El municipio de Douglass (en inglés: Douglass Township) es un municipio ubicado en el condado de Berks en el estado estadounidense de Pensilvania. En el año 2000 tenía una población de 3.327 habitantes y una densidad poblacional de 101 personas por km².

## Geografía
El municipio de Douglass se encuentra ubicado en las coordenadas 40°17′23″N 75°40′47″O / 40.28972, -75.67972.

## Demografía
Según la Oficina del Censo en 2000 los ingresos medios por hogar en la localidad eran de $52,306 y los ingresos medios por familia eran $55,573. Los hombres tenían unos ingresos medios de $40,235 frente a los $24,764 para las mujeres. La renta per cápita para la localidad era de $22,895. Alrededor del 3,4% de la población estaba por debajo del umbral de pobreza.